# Old Is New
Albums de Toto
40 Trips Around the Sun
(2018) 40 Tours Around the Sun
(2019)
Old Is New est le quatorzième album studio du groupe de rock américain Toto, sorti dans le cadre du coffret All In du groupe le 30 novembre 2018, et séparément le 3 avril 2020. 
Les chansons Devil's Tower, Fearfull Heart, Spanish Sea, In A Little White et Oh Why ont originellement été enregistrées avec les membres décédés du groupe Jeff Porcaro (décédé en 1992) et Mike Porcaro (décédé en 2015) avant d'être finalisé pour l'album.

## Liste des titres
Toutes les chansons sont écrites et composées par Steve Lukather, David Paich, Steve Porcaro et Joseph Williams, sauf indication contraire.
| 1.    | Alone (précédemment sur 40 Trips Around the Sun)               |                                                                                              | Williams            | 4:32 |
| 2.    | Devil's Tower                                                  |                                                                                              | Lukather & Williams | 3:44 |
| 3.    | Fearful Heart                                                  |                                                                                              | Williams            | 3:52 |
| 4.    | Spanish Sea (précédemment sur 40 Trips Around the Sun)         |                                                                                              | Paich & Williams    | 4:25 |
| 5.    | In a Little While                                              | Paich, Porcaro                                                                               | Lukather            | 4:49 |
| 6.    | Chelsea                                                        |                                                                                              | Williams            | 4:51 |
| 7.    | Chase the Rain                                                 |                                                                                              | Porcaro             | 3:16 |
| 8.    | Oh Why?                                                        | Paich                                                                                        | Paich               | 3:55 |
| 9.    | Struck by Lightning (précédemment sur 40 Trips Around the Sun) |                                                                                              | Williams            | 4:17 |
| 10.   | We'll Keep On Running (featuring What So Not)                  | Chris Emerson, George Maple, Lukather, Paich, Porcaro, James Rushent, Surahn Sidhu, Williams | Lukather & Williams | 4:41 |
| 42:22 |                                                                |                                                                                              |                     |      |

## Musiciens
Toto
- Steve Lukather –  guitares, chœurs et voix principales, guitare basse (1, 9), sitar (8), piano (3)
- Joseph Williams – chant principal et chœurs, claviers supplémentaires, basse au clavier (6)
- David Paich – piano, claviers, chœurs et voix principales
- Steve Porcaro – synthétiseurs, claviers, voix principale (7), chœurs (4, 5), basse synthé (7), orgue Hammond (6, 8, 9)
- Jeff Porcaro – batterie (2, 4, 5, 8)
- Mike Porcaro – basse (3, 4, 8)
- David Hungate – basse (2, 5)

Musiciens additionnels
- Vinnie Colaiuta – batterie (1, 6, 9)
- Shannon Forrest – batterie (7)
- Lenny Castro – percussion
- Mark T. Williams – chœurs (3, 4), Timothy B. Schmit – chœurs (4)
- Tony Spinner - guitares (4)
- Martin Tillman – violoncelle (8, 9)
- Pat Knox, Lorraine Paich, Weston Wilson – chœurs (lightning chant) (9)
- James Rushent, Surahn Sidhu et Trevor Lukather - instrumentation additionnelle (10)

Personnel technique
- Masterisé par Elliot Scheiner
- Conception audio par James Rushent (7)
- Conçu par Damien Weatherley (7)

## Classement
| Classement (2020)            | Meilleure position |
| ---------------------------- | ------------------ |
| Suisse (Schweizer Hitparade) | 69                 |

### Note
1. ↑  Bien que Old Is New est considéré comme le 15e album au total par le groupe, le groupe incluant également Toto XX, une compilation d'anciennes chansons inédites.